# 河﨑靖
河﨑 靖（かわさき やすし、1960年 - ）は、日本の言語学者。京都大学大学院人間・環境学研究科教授。専門はゲルマン諸語。

## 人物・来歴
三重県生まれ。1983年京都大学文学部言語学科卒、85年同大学院修士課程修了、2004年「古ザクセン語叙事詩『ヘーリアント』の書記法的研究」で京大・博士（人間・環境学）。大阪市立大学文学部講師、京都大学大学院人間・環境学研究科助教授、2007年准教授、2009年教授。

## 著書
- 『ゲルマン語学への招待 ヨーロッパ言語文化史入門』現代書館, 2006.2
- 『ドイツ語学への誘い ドイツ語の時間的・空間的拡がり』現代書館, 2007.6
- 『ドイツ方言学 ことばの日常に迫る』現代書館, 2008.11
- 『アフリカーンス語への招待 その文法、語彙、発音について』現代書館, 2010.5
- 『オランダ語学への誘い』大学書林, 2011.8
- 『ドイツ語で読む『聖書』 ルター、ボンヘッファー等のドイツ語に学ぶ』現代書館, 2011.9
- 『ボンヘッファーを読む ドイツ語原典でたどる、ナチスに抵抗した神学者の軌跡』現代書館, 2015.11
- 『ルーン文字の起源』大学書林, 2017.1
- 『神学と神話 ドイツ文化誌の視座から』現代書館, 2019.3

### 共編著
- 『低地諸国(オランダ・ベルギー)の言語事情 ゲルマンとラテンの間で』フレデリック・クレインス共著. 大学書林, 2002.10
- 『ドイツ語学の諸相 西本美彦先生退官記念論文集』中村直子、片岡宜行、桐川修、岸川良蔵、湯浅博章共編. 郁文堂, 2004.3
- 『オランダ語の基礎 文法と練習』クレインス桂子,フレデリック・クレインス共著. 白水社, 2004.4
- 『ユーブングスグラマティク』石川光庸共著. 白水社, 2007.3
- 『スイス「ロマンシュ語」入門』坂口友弥,熊坂亮, Jonas Ruegg 共著. 大学書林, 2013.12
- 『ドイツ語学を学ぶ人のための言語学講義』西本美彦共著. 現代書館, 2013.7
- 『ゲルマン語基礎語彙集』大宮康一,西出佳代共著. 大学書林, 2015.11
- 『アボリジニの言語』千家愛子共著. 大学書林, 2020.2

翻訳
- B.C.ドナルドソン『オランダ語誌 小さな国の大きな言語への旅』石川光庸共訳. 現代書館, 1999.12